# 岐佐神社
岐佐神社（きさじんじゃ）は、静岡県浜松市中央区舞阪町に鎮座する神社。

## 祭神
- 蚶貝比賣命 - アカガイの女神
- 蛤貝比賣命 - ハマグリの女神

## 概要

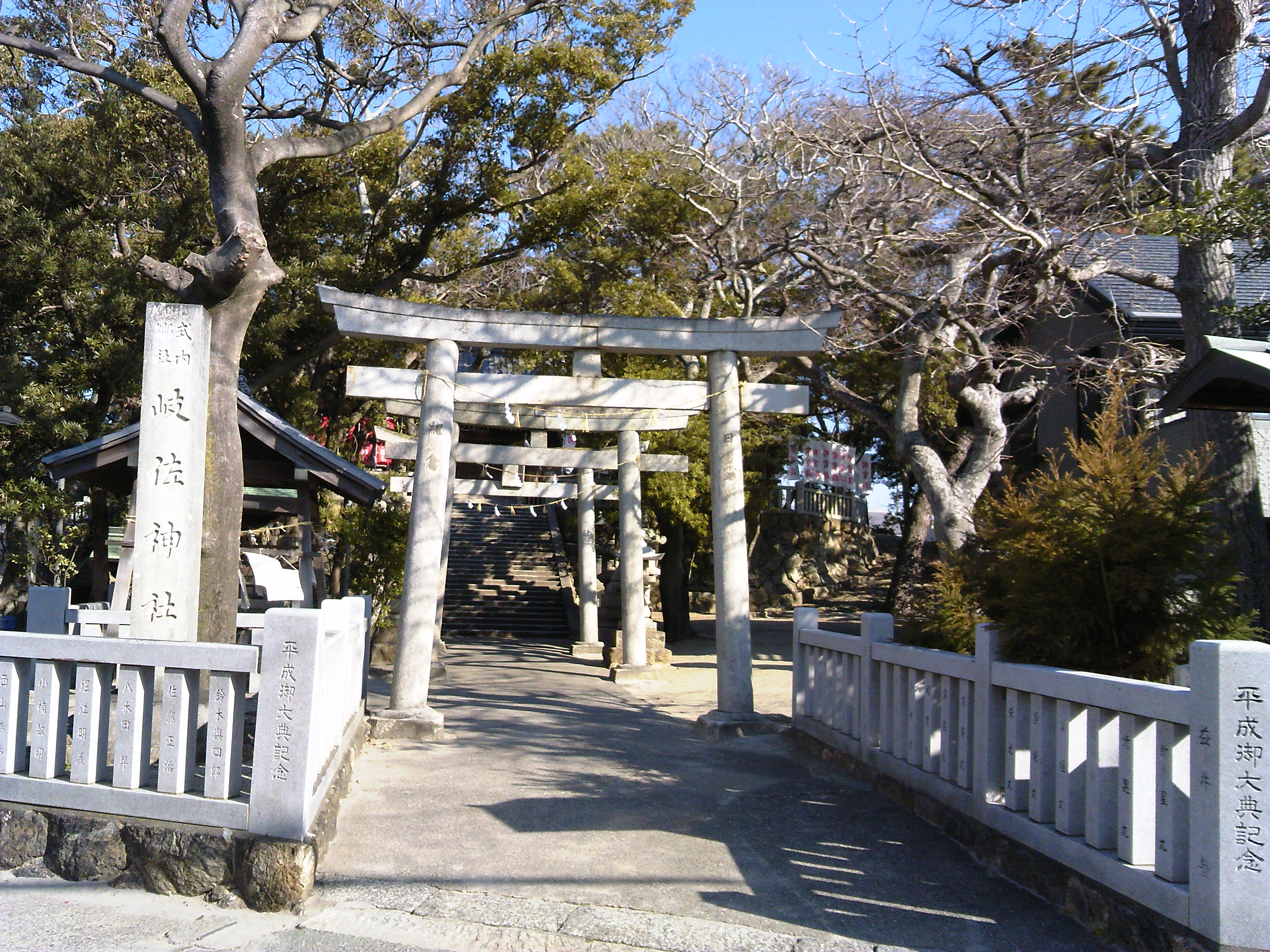
岐佐神社の鳥居

『延喜式神名帳』（927年）に、「遠江国六十二座、敷智郡六座の一座」との記載がある式内社。地域の氏神であると共に、水産・漁業の守り神として漁民の信仰を集めてきた。

## 歴史
明応の津波（1498年）により、舞澤の郷と共に流されたが、東の松林（現在地）に神祠が漂着したため、その地に社殿を造営して祀った。
天正2年（1574年）に本殿を再建。慶長6年（1601年）には伊奈備前守より墨印石高三石を与えられ、三代将軍徳川家光以下、歴代将軍より朱印五石を与えられた。
明治6年、郷社に列せられた。大正元年に本殿を造営、大正13年に神饌幣帛料供進社の指定を受けた。
平成22年の修復事業により本殿の立て起こし、拝殿・覆屋の屋根瓦葺き替えなどを実施した。

## 摂末社
摂末社・境内関係社は次の通り。
境内社
- ごしんさま（護神様・御親様）　：　天白社と、 伊勢神宮・津島神社・春日大社の分霊を祀る。